# Sofia Källgren
Anna Sofia Helena Källgren, född 17 augusti 1970 i Högsbo i Göteborg, är en svensk sångerska (sopran).

## Karriär
Som tolvåring fick hon barnhuvudrollen i Stora Teaterns operauppsättning av Benjamin Brittens En sällsam historia. Samma år gjorde hon sin TV-debut i SVT:s Gomorron Sverige genom läsa in texten till ett bildband om gråstenar. 1986 deltog hon i De okändas revy med sången I Know Him So Well från musikalen Chess vilket ledde till deltagande i Folkparkernas talangjakt på TV.

### Melodifestivalen

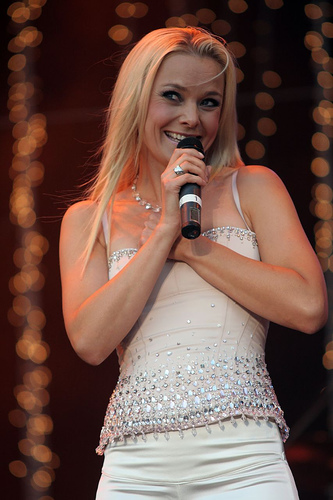
Sofia Källgren live 2007.

Källgren sjöng låten Världen är vacker, som skickats in till Melodifestivalen 1989. Låten som skrevs av Torgny Söderberg blev inte uttagen att tävla, och istället erbjöds hon att uppträda tillsammans med Visitors och bidraget Världen är vår. Tillsammans framförde de bidraget i Globen och efter omröstningen slutade de på sjunde plats. Året efter deltog hon i tävlingen som soloartist med Handen på hjärtat skriven av Lasse Holm och Ingela Forsman, och kom på fjärde plats. Handen på hjärtat låg på Svensktoppen i totalt 18 veckor.
År 2003 var hon återigen med i tävlingen, denna gång tillsammans med Robert Wells. Bidraget My Love tog sig inte till finalen.

### Tecknad film och musikal
1991 uppmärksammades hon för sin sångröst när hon dubbade Belles röst i den svenska versionen av Disneys tecknade långfilm Skönheten och odjuret . 1995 dubbade hon prinsessan Odette i den tecknade filmen Svanprinsessan. 1998 medverkade hon i musikalen Miss Saigon på Göta Lejon i Stockholm och för sin roll belönades hon med Guldmasken . Källgren medverkade i Jerry Williams The Farewell Show som hade premiär den 17 januari 2013 på Cirkus i Stockholm.

### Musik och Kinas turistambassadör
I samband med premiären av den svenska uppsättningen av musikalen The Phantom Of The Opera 1989 sjöng Källgren ledmotivet tillsammans med Uffe Persson på en singel producerad av Lasse Holm och Visitors. Resultatet blev en guldskiva och över 50.000 sålda exemplar. Inför julen 1990 släpptes julskivan Julen är kommen som innehöll många klassiska julsånger samt några nyskrivna. Skivan fick ett varmt mottagande i pressen.
1992 släpptes skivan Min älskade. Singeln Beatrice, skriven av Björn Ulvaeus och Benny Andersson, hamnade på Svensktoppen i 11 veckor. Mina sånger släpptes 1994 och blev den tredje och sista skivan som producerades av Källgrens dåvarande sambo Anders Neglin. 
Källgren har gjort många kyrkokonserter, julkonserter och medverkat vid flera visfestivaler. År 2000 turnerade hon med Rhapsody in Rock och spelade för första gången även i Kina. Där blev Källgren populär, och hon är också den första västerländska artisten som skrivit kontrakt med, samt producerats av Kinas största skivbolag, China Record Corporation, där hon givit ut två skivor.
År 2008 släpptes Cinema Paradiso som var en samlingsskiva med låtar från olika filmer, producerad av Martin Persson och Peer Åström. 
2016 hade Källgren ihop med producenterna och låtskrivarna Jakob Olofsson och maken Åström gjort julskivan Julen skynda jag väntar på dig som innehöll fyra julklassiker samt sex nyskrivna jullåtar varav singeln Julen skynda jag väntar på dig.
År 2017 utsågs Källgren till Kinas turistambassadör i Sverige efter sina stora framgångar som soloartist i Kina.
Hon är även en av de artister som varit med flest gånger i Så ska det låta.

## Priser och utmärkelser
- 1987 – Ulla Billquist-stipendiet
- 1998 – Guldmasken

## Diskografi

### Album
- 1990 – Handen på hjärtat
- 1990 – Julen är kommen
- 1992 – Min älskade
- 1992 – Skönheten och odjuret (soundtrack)
- 1994 – Mina sånger
- 2005 –東方西方 (Eastward Westward) vol. 1
- 2006 –東方西方 (Eastward Westward) vol. 2
- 2008 – Cinema Paradiso
- 2016 – Julen skynda jag väntar på dig

### Singlar
- 1989 – Längtans vind / Världen är vacker
- 1989 – Phantom of the Opera (duett med Uffe Persson) / Wherever You Go
- 1989 – Världen är vår / The World in Our Hands (med Visitors)
- 1990 – This Time / Jag kan se en ängel
- 1990 – Handen på hjärtat / Längtans vind
- 1991 – Kärleken är en hemlighet / Regnbågen
- 1992 – Beatrice / Luften jag andas (kärlekens mjuka röst)
- 1992 – Skönheten och odjuret (duett med Tommy Körberg) / Till marknaden / Kampen på torget
- 1995 – För längre än för alltid (ledmotiv från Svanprinsessan) (duett med Roger Pontare)
- 2001 – Fri / En vinterdag (ledmotivet till filmen Sprängaren)
- 2003 – My Love (med Robert Wells)
- 2011 – I Julens tid (med Robert Wells)
- 2018 – Jag går dit du går (med Magnus Carlsson)
- 2023 - Somewhere over the Rainbow (med Kaiak och Magnus Johansson)

## Teater

### Roller
| År   | Roll  | Produktion                                            | Regi      | Teater     |
| ---- | ----- | ----------------------------------------------------- | --------- | ---------- |
| 1998 | Ellen | Miss Saigon Claude-Michel Schönberg och Alain Boublil | Trond Lie | Göta Lejon |

## Familj
Sofia Källgren är uppväxt i Lexby i Partille, och är gift med musikern Peer Åström. Tillsammans har de två barn.